# Grylloderes primiformis
Grylloderes primiformis är en insektsart som först beskrevs av Otte, D. och Cade 1984.  Grylloderes primiformis ingår i släktet Grylloderes och familjen syrsor. Inga underarter finns listade i Catalogue of Life.